# Aldeia Viçosa
Aldeia Viçosa é uma povoação portuguesa sede da Freguesia de Aldeia Viçosa do Município da Guarda, freguesia com 7,44 km² de área e 267 habitantes (censo de 2021), tendo, por isso, uma densidade populacional de 35,9 hab./km².
Anteriormente designada como Porco, adquiriu a nova denominação a 25 de Janeiro de 1939.
A esta freguesia pertencem os lugares de Aldeia Viçosa e Soida.

## Demografia
Nota: Pelo decreto-lei n.º 29.409, de 25/01/1939, mudou a designação de Porco para Aldeia Viçosa.
A população registada nos censos foi:
| Distribuição da População por Grupos Etários | Distribuição da População por Grupos Etários | Distribuição da População por Grupos Etários | Distribuição da População por Grupos Etários | Distribuição da População por Grupos Etários |
| -------------------------------------------- | -------------------------------------------- | -------------------------------------------- | -------------------------------------------- | -------------------------------------------- |
| Ano                                          | 0-14 Anos                                    | 15-24 Anos                                   | 25-64 Anos                                   | > 65 Anos                                    |
| 2001                                         | 31                                           | 48                                           | 186                                          | 146                                          |
| 2011                                         | 31                                           | 24                                           | 157                                          | 129                                          |
| 2021                                         | 10                                           | 19                                           | 100                                          | 138                                          |

## Património
- Igreja Matriz de Aldeia Viçosa

## Pontos de interesse

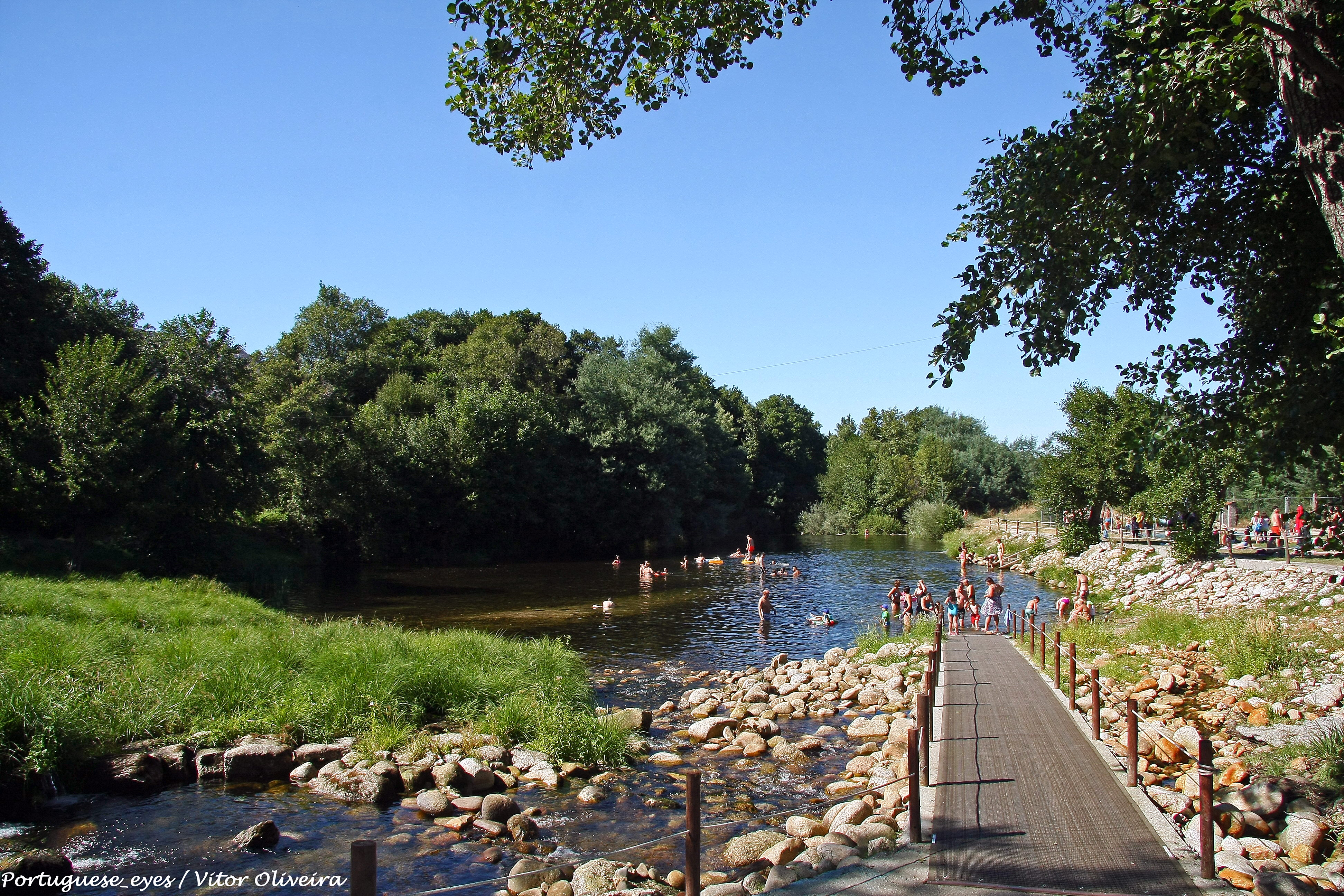
Praia Fluvial da Aldeia Viçosa

- Praia fluvial de Aldeia Viçosa (Bandeira Azul)[6].

## Magusto da Velha
O Magusto da Velha comemora-se todos os anos no dia 26 de dezembro. É uma espécie de homenagem a uma “senhora” que terá deixado à freguesia castanhas para serem distribuídas pelos pobres e que a Junta de Freguesia local recebeu como legado.
Do campanário da igreja local são lançadas castanhas, que os habitantes e visitantes apanharão.
A tradição é mencionada no "Livro de Usos e Costumes da Igreja do Lugar de Porco", de 1698, do padre António Meireles, que descreve este hábito e situa a sua origem na Idade Média.